# Hélène Buisson-Fenet
Hélène Buisson-Fenet, née le 24 juillet 1968, est une sociologue de l'éducation et de la formation, directrice de recherche au CNRS.

## Biographie
Après avoir obtenu, en 1995, une agrégation de sciences économiques et sociales Hélène Buisson-Fenet soutient  à l'École des hautes études en sciences sociales (EHESS)  en 2000, une thèse de doctorat en sociologie, dirigée par  Danièle Hervieu-Léger : Un sexe problématique : le dossier de l'homosexualité masculine dans l'Eglise catholique française de Vatican II à nos jours.
Hélène Buisson-Fenet est sociologue au laboratoire Triangle (CNRS - Ecole normale supérieure de Lyon), et a coordonné le réseau Sociologie de l'éducation et de la formation de l'Association française de sociologie. 
Hélène Buisson-Fenet publie, outre ses livres, de nombreux articles dans les Cahiers de la recherche sur l'éducation et les savoirs, Education et Sociétés : Revue internationale de sociologie de l'éducation, Les Notes du conseil scientifique de la FCPE, Carrefours de l'éducation, Revue Française de Pédagogie, Archives de sciences sociales des religions. Ses champs de recherche sont principalement relatifs à l'administration de l'éducation et à son évolution (piloter les lycées, l'administration de l'Education nationale, le lycée professionnel, le métier d'enseignant, débordements gestionnaires...) et à la façon dont sont pris en compte, dans l'institution scolaire, certaines catégories sociales (des jeunes à la marge, inclure le handicap, un sexe problématique...)

## Publications
Piloter les lycées : le tournant modernisateur ds années 1990 dans l’éducation nationale,  Grenoble, 2019, Presses Universitaires Grenoble, 264 p.
École des filles, école des femmes. L'institution scolaire face aux parcours, normes et rôles professionnels sexués, Bruxelles, De Boeck, « Perspectives en éducation & formation », 2017. [lire en ligne]
L'administration de l'Education nationale, PUF,  « Que sais-je ? », 2008. 
Débordements gestionnaires, individualiser et normaliser le travail par les outils de gestion ?, Paris, 2013, L'harmattan, 225 p. (co-auteur Delphine Mercier)
Des jeunes à la marge ? Transgressions des sexes et conformité de genre dans les groupes juvéniles, Rennes 2019,  Le sens social, 2019, 174 p.  (co-auteur Aude Kerivel)
Un sexe problématique. L'Église et l'homosexualité masculine en France (1971-2000), Culture et société,  Presses universitaires de Vincennes à Saint-Denis, 2004, 240 p. 
Le métier d'enseignant : une identité introuvable ?, Lyon, ENS Éditions, Entretiens Ferdinand Buisson, 2019, 112 p. (co-auteur : Olivier Reʏ) [lire en ligne]
Inclure le handicap, recomposer l'école ?  Lyon, ENS Éditions, Entretiens Ferdinand Buisson, 2018, 79 p. (co-auteur : Olivier Reʏ) [lire en ligne]
Le lycée professionnel : relégué et avant-gardiste ?, Lyon, ENS Éditions, Entretiens Ferdinand Buisson, 2016, 112 p. (co-auteur : Olivier Reʏ)
Le politique doit-il se mêler d’éducation ?, Lyon, ENS Éditions, Entretiens Ferdinand Buisson, 2016, 80 p. (co-auteur : Olivier Reʏ)
Les pratiques d'évaluation externe des établissements scolaires en France, au Royaume-Uni et en Suisse : vers des figures de l'État éducateur contemporain en Europe. 2011 rapport  (co-auteur Xavier Pons) ⟨halshs-00605994⟩